# Pausandra fordii
Pausandra fordii là một loài thực vật có hoa trong họ Đại kích. Loài này được Secco mô tả khoa học đầu tiên năm 1987.